# Safecast
Safecastは、環境のために市民科学を開くことに専念する国際的なボランティア中心の組織である。 Safecastは、2011年3月11日の東北地方太平洋沖地震後の福島第一原子力発電所事故直後にSean Bonner、Pieter Franken、伊藤穰一によって設立され、電離放射線モニタリングのためのグローバルなオープンデータネットワークを管理している。
Safecastチームは、International Medcom、東京ハッカースペース 、等のボランティアの助けを借り、放射線マッピング用のさまざまなデバイスを設計した。 Haiyan Zhangは、日本全土で広く使用されている放射線レベルのインタラクティブマップを開発し、Safecastの形成段階でマッピングコンサルタントを務めた。開発されたデバイスには、モバイルアプリケーション（車内および歩行測定）用のbGeigieおよびbGeigie Nanoと、Pointcastと呼ばれる固定ステーションが含まれる。市民科学プロジェクトであるにもかかわらず、Safecastが開発および展開した方法論とツールセットは、科学文献に引用されている。
すべてのデータはSafecastAPIを介して収集され、公開されているインタラクティブなSafecastタイルマップに表示される。
Safecastは後に拡張され、オープンなクラウドソーシングマップも報告する大気質センサーを提供している。

## bGeigie Nano
Safecast bGeigie Nanoは、ガイガーミュラー管型検出器、内蔵GPS、microSDカードへのロギングを備えた携帯型放射線検出器である。

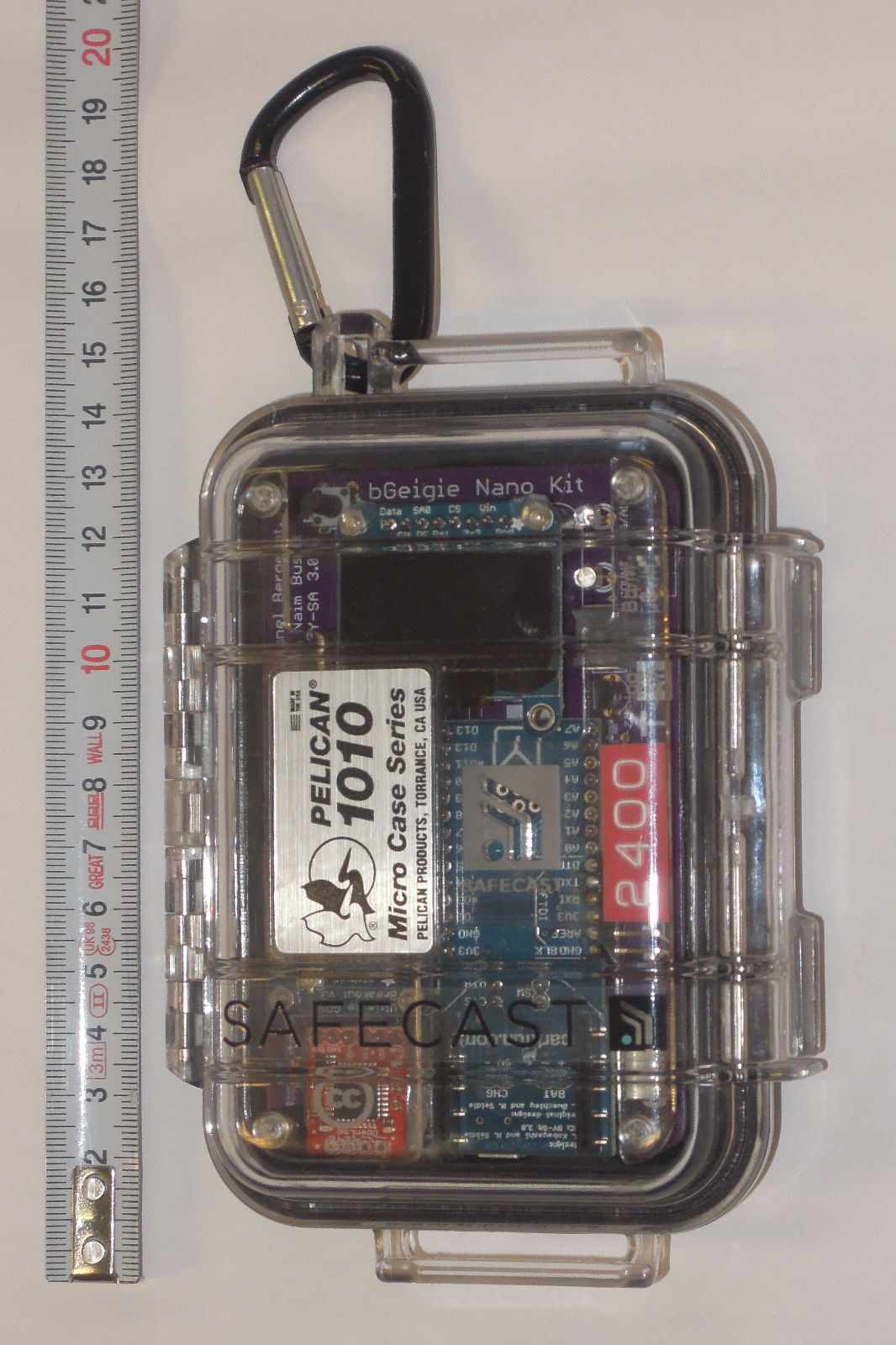
クローズドケース付きbGeigieNano
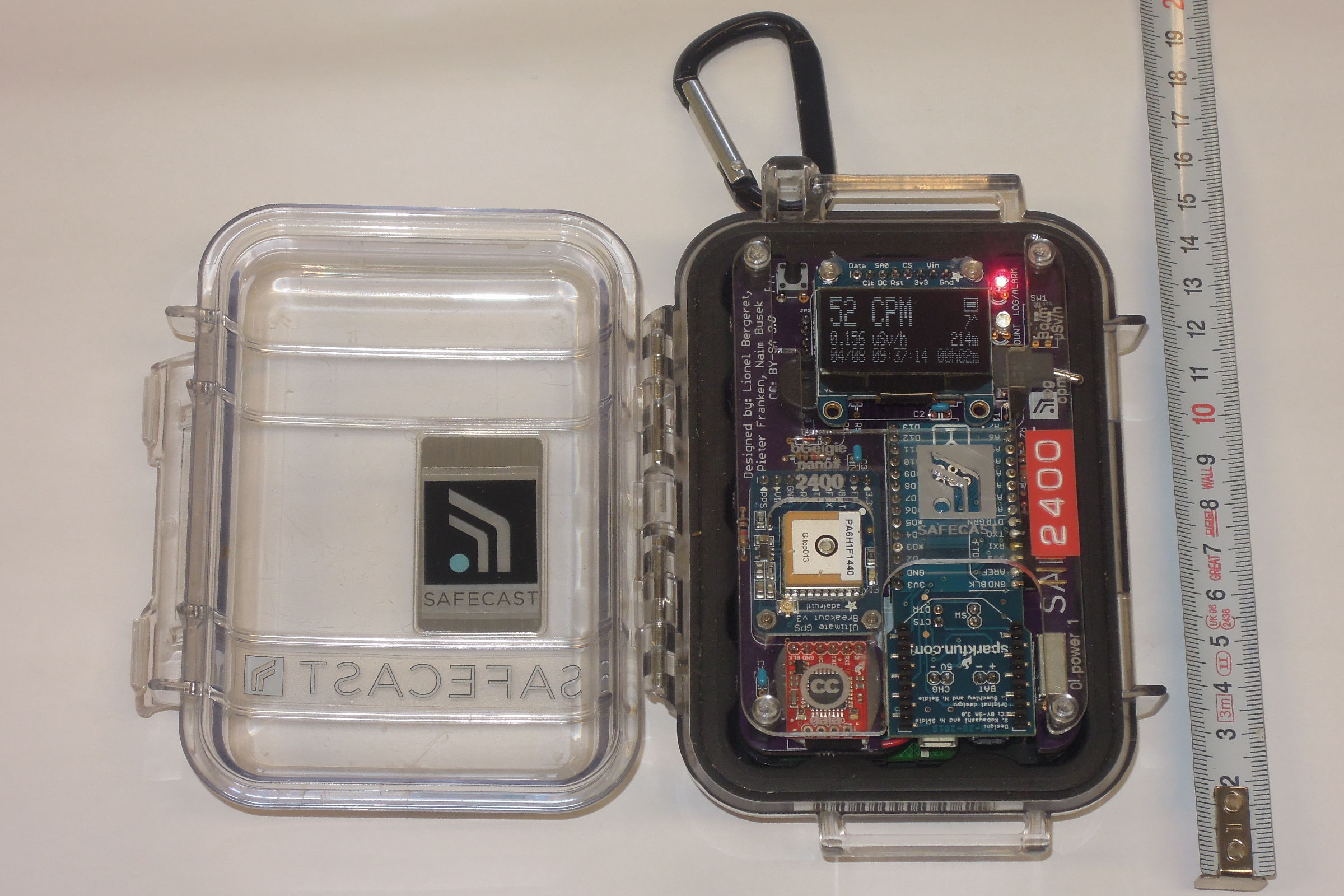
ケースを開けたSafecast bGeigieNano

bGeigie Nanoはキットとして入手できるため、ユーザーは付属の部品からはんだ付けする方法を学ぶ必要がある。キットはKithub製品ページから購入できる。このデバイスは、International Medcom Inc.と共同で開発され、一部の部品をInspectorAlert検出器と共有している。 Safecast Githubページによると、「bGeigie Nanoは、Arduino Fio、GpsBee、OpenLog、およびInspectorAlertガイガーカウンターを使用したbGeigieMiniの軽量バージョン。目的は、すべてをPelican Micro Case1040に収めることである。
bGeigieの最終バージョンは、小型のペリカンマイクロケース1010内に配置されている。 LND 7317パンケーキガイガーミュラー管型検出器、GPS受信機を備えており、Bluetoothモジュールで拡張可能である。モードスイッチは、ジオタグ付き放射線ロギング（microSDカードに保存されたデータ）とGPSなしの測定のどちらかを選択できます-Bq / m2（ 137 Cs）値も表示する。ケースの内部では、ユニットはガンマ線用に校正されている。ケースから取り出した本体は、表面汚染スポットメーターとして注意深く使用するために、さらにα-およびβ-検出を行う。
　KitHubよると、Safecastデバイスは次の機関でも使用されている。
- 国際原子力機関（IAEA）
- 放射線防護・原子力安全研究所（IRSN）、フランス
- 天然資源防衛協議会（NRDC）、米国
- チェコ国立放射線防護研究所/ Státníústavradiačníochrany （SÚRO）、チェコ共和国

スロベニアのNGOのiRNA -高度な応用システム開発研究所スロベニア監視レース/ INSTITUT ZA razvoj naprednih aplikativnih sistemovその1つのbGeigieとレースを行う

## 参照
- クラウドマッピング
- ガイガーミュラーカウンター